# Joaquim Mendes do Amaral
Joaquim Mendes da Costa do Amaral CvA (Alcácer do Sal, Santa Maria do Castelo, 4 de janeiro de 1889 - Lisboa, Santa Maria de Belém, 8 de agosto de 1961) foi um engenheiro, oficial do exército, professor e político português.

## Carreira
Irmão de João Mendes da Costa do Amaral.
Cursou a Escola Militar, onde se formou como Engenheiro Industrial.
Joaquim Mendes do Amaral foi Professor da Escola de Guerra.
Adido militar, viajou pela Europa Ocidental e por África.
Entre 15 de maio e 8 de outubro de 1918 ocupou a pasta de Ministro do Comércio ou Secretário de Estado do Comércio, que acumulou com a interinidade no Ministério das Finanças entre 1 de junho e 8 de outubro.
Em 15 de fevereiro de 1919 foi feito Cavaleiro da Ordem Militar de São Bento de Avis.
Sendo capitão, foi membro da Comissão Distrital de Lisboa do Partido Republicano Conservador.
De raiz política Dezembrista, filiou-se no Partido Republicano Presidencialista, pelo qual foi candidato ao Município de Lisboa e Deputado, por Lisboa, em 1922.
Entre 23 de abril e 11 de junho de 1928, Joaquim Mendes do Amaral foi Presidente da Comissão Administrativa Municipal da Câmara Municipal de Cascais.
Entre 7 de julho e 10 de novembro de 1928 desempenhou igualmente as funções de Ministro de Agricultura.
Joaquim Mendes do Amaral foi Governador do Banco de Angola (1932-1936), delegado do Governo junto da Companhia Nacional de Navegação (1936), Presidente do Conselho de Administração da Companhia de Seguros Alentejo.
Na União Nacional foi vogal da I Comissão Executiva (1932) e presidiu à sua VII Comissão Executiva (1945).
Atingiu o posto de Major.
Foi Vice-Presidente da Assembleia Nacional de Portugal e, finalmente, Presidente da Câmara Municipal de Alcácer do Sal em 1961 até à sua morte a 8 de agosto desse mesmo ano.